# کلیدهای دامنه
کلیدهای دامنه (به انگلیسی: DomainKeys) یک سیستم تصدیق هویت ایمیل برای تایید نام دامنه اینترنتی ارسال کننده و همین طور یکپارچگی داده‌های یک ایمیل است. 